# Johann Christian Brandes

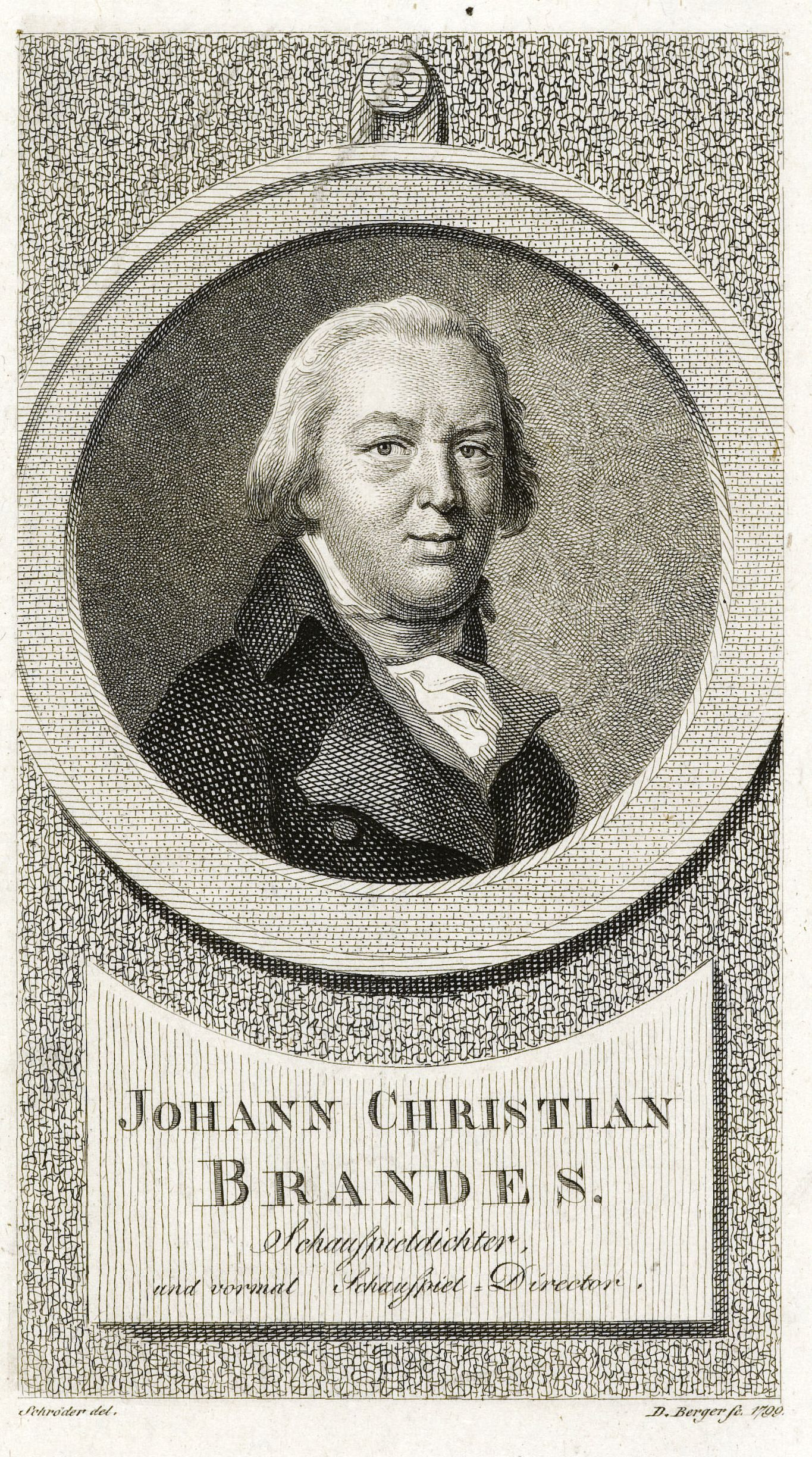
Johann Christian Brandes, Kupferstich von Medardus Thoenert (1799)

Johann Christian Brandes (* 15. November 1735 in Stettin; † 10. November 1799 in Berlin) war ein deutscher Schauspieler und dramatischer Dichter.

## Leben
Johann Christian Brandes erlernte im Alter von 18 Jahren den Schauspielerberuf. Er engagierte sich bei der Schuchschen Gesellschaft, 1765 am Münchner Residenztheater und bei der Seylerschen Truppe. In Dresden sollte er ein kurfürstlich-sächsisches Hoftheater organisieren, ging jedoch 1779 zu Seyler ans Mannheimer Hoftheater und zuletzt nach Hamburg. 1785 bis 1786 leitete er das Theater dieser Stadt; 1788 verließ er die Bühne.
Als Schauspieler blieb Brandes relativ bedeutungslos; er wurde durch seine Schau- und Lustspiele bekannt.

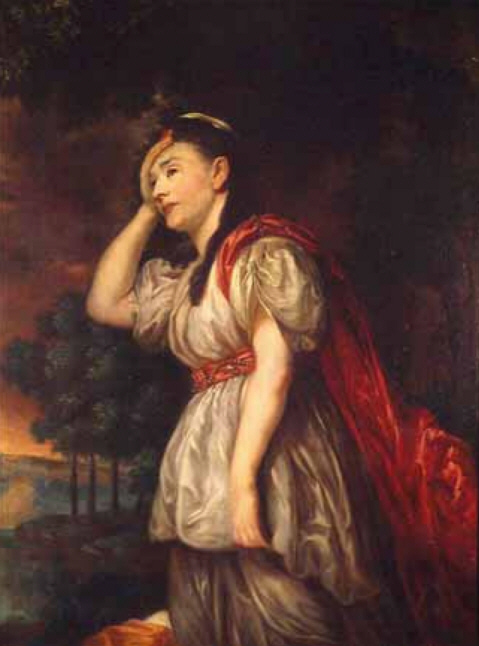
Esther Charlotte Brandes als Ariadne (Kopie nach einem Porträt von Anton Graff)

Seine Ehefrau Esther Charlotte Brandes (* 1746 in Preußisch-Litauen; † 13. Mai 1786 in Hamburg), geborene Koch, war eine der bekanntesten Schauspielerinnen ihrer Zeit. Sie glänzte besonders in dem für sie geschriebenen Melodram Ariadne auf Naxos (nach Gerstenberg, mit Musik von Georg Benda). Ihre Tochter Charlotte Wilhelmine Franziska (* 21. Mai 1765 in Breslau; † 13. Juni 1788 in Hamburg) war Gotthold Ephraim Lessings Patenkind und wurde gewöhnlich Minna genannt. Sie war Sängerin und Klavierkomponistin.

## Werke

### Schau- und Lustspiele
- Der Schein betrügt oder, der gute Ehemann, ein deutsches Originallustspiel in 5 Aufzügen. 1767. (Digitalisat)
- Der Gasthof, oder Trau, schau' wem! Ein Lustspiel in fünf Aufzügen. 1767. (Digitalisat der Ausg. 1777)
- Der Graf von Olsbach, oder die Belohnung der Rechtschaffenheit, Ein Lustspiel in fünf Aufzügen. 1768. (Digitalisat)
- Der geadelte Kaufmann, ein Lustspiel in drey Aufzügen. (Digitalisat)
- Ariadne auf Naxos, ein Duodrama mit Musik. Gotha: Ettinger 1777. – Das erste deutsche Melodrama, in Musik gesetzt von Georg Anton Benda. (Digitalisat)
- Die Mediceer. Ein Schauspiel in fünf Aufzügen. Wien: [s.n.], 1776. 80 S. (Digitalisat)
- Hans von Zanow oder: Der Landjunker in Berlin. Ein Lustspiel in fünf Aufzügen. Hamburg: Bohn 1785. (Volltext im German Drama Corpus)
- Der Schein betrügt oder der gute Ehemann, 1768, Digitalisat
- Alderson Ein Trauerspiel in fünf Aufzügen, Digitalisat
- Der Landesvater. Ein Schauspiel in 5 Aufzügen, 1790, Digitalisat
- Der Gasthof, oder Trau, schau' wem!,1777,  Digitalisat
- Ottilie, 1780,  Digitalisat

### Bücher
- Meine Lebensgeschichte. 3 Bände. Maurer, Berlin 1799–1800. (Digitalisat)

Band 1, Band 2, Band 3